# Bethany (film)
Pour les articles homonymes, voir Bethany.
Pour plus de détails, voir Fiche technique et Distribution.
Bethany est un film d'horreur américain réalisé par James Cullen Bressack, sorti en 2017. Il met en vedettes dans les rôles principaux Shannen Doherty, Tom Green, Stefanie Estes et Zack Ward,.

## Synopsis
Après la mort de sa mère, Claire Mason et son mari Aaron emménagent dans la maison d’enfance de Claire. Les souvenirs traumatisants de sa mère abusive reviennent la hanter. Alors que son mari est monopolisé par son travail, Claire est sujette à une série d’hallucinations dans lesquelles le passé et le présent s’entremêlent comme dans un brouillard. Une figure mystérieuse hante ses souvenirs. Quelle est cette petite silhouette qui essaie de lui tendre la main, et que veut-elle ? Claire se souvient de Bethany, son amie imaginaire d’enfance. Ces hallucinations menacent sa santé mentale. Elle se coupe les poignets et doit être hospitalisée. Alors qu’Aaron et son psychologue, le Dr Brown, enquêtent, ils découvrent que Bethany est peut-être plus que le fruit de l’imagination de Claire,.

## Distribution
- Stefanie Estes : Claire
- Zack Ward : Aaron
- Tom Green : le docteur Brown
- Shannen Doherty : Susan
- Anna Harr : Bethany / Claire jeune
- Leon Russom : Docteur Merman
- Kevin Porter : l’infirmière Foster
- Keith Jardine : Harrison[4].

## Production
Le film est sorti le 14 décembre 2017 aux États-Unis, son pays d’origine.

## Réception critique
Le film détient un score d’audience de 44% sur Rotten Tomatoes